# Dalbergia monophylla
Dalbergia monophylla är en ärtväxtart som beskrevs av George Alexander Black. Dalbergia monophylla ingår i släktet Dalbergia, och familjen ärtväxter. Inga underarter finns listade i Catalogue of Life.